# Віялохвістка рудогуза
Віялохвістка рудогуза (Rhipidura phoenicura) — вид горобцеподібних птахів родини віялохвісткових (Rhipiduridae).

## Поширення
Ендемік острова Ява (Індонезія). Природним середовищем існування є субтропічні або тропічні вологі гірські ліси.